# La Chapelle-en-Vexin
La Chapelle-en-Vexin é uma comuna francesa na região administrativa da Ilha de França, no departamento do Vale do Oise. Estende-se por uma área de 3.61 km². Em 2010 a comuna tinha 329 habitantes (densidade: 91,1 hab./km²).